# Státní zástupce

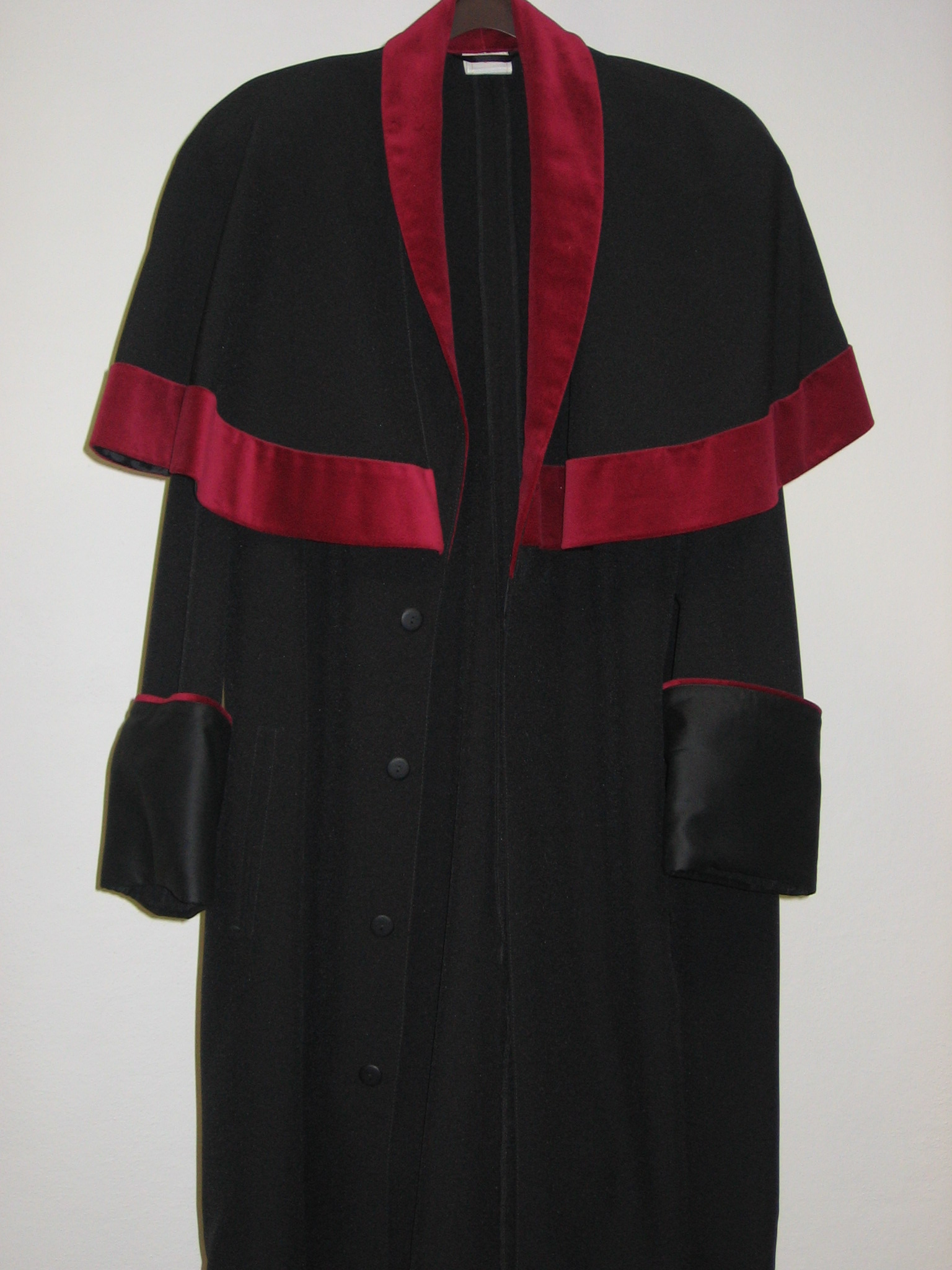
Talár, úřední oděv státního zástupce v trestním řízení před soudem

Státní zástupce (zastarale též státní návladní) je právník, který je zařazen k určitému státnímu zastupitelství a který vykonává jeho úkoly. V České republice státní zástupci působí od roku 1994, před tím existovali prokurátoři.
Někdy bývá považován za reprezentanta justice (soudní moci), tedy v podobném postavení jako soudce, podle článku 80 české Ústavy i podle judikatury Ústavního soudu je však součástí moci výkonné. Jeho postavení a další záležitosti jsou pak upraveny v zákoně č. 283/1993 Sb., o státním zastupitelství, a ve vyhlášce Ministerstva spravedlnosti č. 23/1994 Sb, o jednacím řádu státního zastupitelství, zřízení poboček některých státních zastupitelství a podrobnostech o úkonech prováděných právními čekateli. Jeho plat je stanoven zákonem č. 201/1997 Sb., o platu a některých dalších náležitostech státních zástupců. 
Právník, který se odborně připravuje na výkon funkce státního zástupce, se nazývá právní čekatel.

## Jmenování státního zástupce
Státní zástupce jmenuje ministr spravedlnosti na návrh nejvyššího státního zástupce (nejvyššího státního zástupce jmenuje vláda na návrh ministra spravedlnosti). Může se jím stát jen ten, kdo splňuje následující předpoklady:
- občanství České republiky,
- plná svéprávnost,
- trestní bezúhonnost,
- věk nejméně 25 let,
- české vysokoškolské magisterské vzdělání v oblasti práva,
- úspěšně složená závěrečná zkouška, případně jiná uznatelná zkouška
- morální vlastnosti, které dávají záruku, že svou funkci bude řádně zastávat a
- souhlas se svým jmenováním do funkce a s přidělením k určitému státnímu zastupitelství.

Státní zástupce je jmenován na dobu časově neomezenou a skládá při tom do rukou ministra spravedlnosti tento slib: „Slibuji na svou čest a svědomí, že budu při ochraně veřejného zájmu postupovat vždy v souladu s Ústavou a zákony České republiky, jakož i mezinárodními smlouvami, jimiž je Česká republika vázána, budu respektovat lidská práva, základní svobody a lidskou důstojnost a zachovávat mlčenlivost o věcech, které se dozvím v souvislosti s výkonem funkce státního zástupce, a to i po skončení výkonu této funkce. Při výkonu funkce státního zástupce i v soukromém životě budu chránit důstojnost svého povolání.“
Po jmenování je ministrem spravedlnosti přidělen k výkonu své funkce k určitému státnímu zastupitelství a vykonává ji v pracovním poměru. Jeho funkce zaniká nejpozději na konci kalendářního roku, v němž dosáhne věku 70 let.

## Přeložení
Státní zástupce je ministrem spravedlnosti při svém jmenování přidělen k výkonu své funkce k určitému státnímu zastupitelství a k jinému ho lze poté přeložit pouze s jeho souhlasem či na jeho žádost. Jediným možným případem  nuceného přidělení k jinému státnímu zastupitelství by byl případ změny v organizaci státního zastupitelství či změny obvodů státních zastupitelství, pokud by nebylo možno zajistit výkon působnosti státního zastupitelství přeložením státních zástupců s jejich souhlasem.

## Povinnosti a kárná odpovědnost
Státní zástupce je povinen postupovat odborně, svědomitě, odpovědně, nestranně, spravedlivě a bez zbytečných průtahů a musí se vyvarovat všeho, co by mohlo ohrozit vážnost jeho funkce nebo vážnost státního zastupitelství (např. se nesmí nechat ovlivnit zájmy politických stran, veřejným míněním nebo sdělovacími prostředky, svoji funkci musí vykonávat nezaujatě a bez jakýchkoli předsudků, musí se zdržet projevů osobních sympatií či antipatií a musí odpovědně přistupovat ke správě vlastního majetku, aby nemohl být v tomto směru ovlivnitelný). Musí zachovávat náležitou úctu k ostatním státním zástupcům, jiným právníkům i dalším osobám, s nimiž při výkonu své funkce jedná. Je také povinen dbát soustavným vzděláváním o prohlubování svých odborných právních a dalších znalostí. O věcech, o kterých se dozvěděl v souvislosti s výkonem své funkce, musí zachovávat mlčenlivost, a to i po skončení výkonu své funkce státního zástupce, ledaže ho této povinnost zprostí nejvyšší státní zástupce (nejvyššího státního zástupce zprošťuje ministr spravedlnosti).
Nesmí vykonávat jinou placenou funkci ani vykonávat jinou výdělečnou činnost, s výjimkou správy vlastního majetku a činnosti vědecké, pedagogické, literární, publicistické a umělecké, jakož i činnosti v poradních orgánech státu, jsou-li takové činnosti slučitelné s požadavky na řádný výkon funkce státního zástupce. Také nesmí působit jako rozhodce nebo zprostředkovatel řešení právního sporu, zastupovat účastníky soudního řízení nebo působit jako zmocněnec poškozeného nebo zúčastněné osoby v soudním nebo správním řízení. 
Státní zástupce je odpovědný za kárné provinění, kterým je zaviněné porušení povinností státního zástupce, zaviněné chování nebo jednání státního zástupce, jímž ohrožuje důvěru v činnost státního zastupitelství nebo v odbornost jeho postupu anebo snižuje vážnost a důstojnost funkce státního zástupce. Za kárné provinění lze uložit některé z kárných opatření, kterými jsou důtka, snížení platu či odvolání z funkce.

## Vedoucí a řadoví státní zástupci
V čele státního zastupitelství stojí vedoucí státní zástupce, jehož pojmenování se odvíjí od stupně státního zastupitelství. V čele Nejvyššího státního zastupitelství tedy stojí nejvyšší státní zástupce, v čele vrchního státního zastupitelství stojí vrchní státní zástupce, v čele krajského státního zastupitelství krajský státní zástupce a v čele okresního státního zastupitelství okresní státní zástupce. Vedoucí státní zástupci Městského státního zastupitelství v Praze a Městského státního zastupitelství Brně se označují jako městští státní zástupci, v Praze v čele obvodních státních zastupitelství stojí obvodní státní zástupci. 
Tato označení vedoucích státních zástupců se často nesprávně zaměňují s označením ostatních státních zástupců, kteří jsou k danému státnímu zastupitelství přiděleni k výkonu funkce a kterých je více, na rozdíl od vedoucího státního zástupce, který je u každého státního zastupitelství pouze jeden. Tedy např. okresní státní zástupce je vedoucím příslušného okresního státního zastupitelství a státní zástupce okresního státního zastupitelství je jedním ze státních zástupců, kteří u daného úřadu vykonávají svoji funkci (v profesním žargonu se označují jako řadoví státní zástupci). Vedoucího státního zástupce zastupuje jeho náměstek či náměstci.
Vedoucí státní zástupci i jejich náměstci nemají stanoveno žádné funkční období, ve své funkci tedy mohou být po neomezenou dobu. Vrchní, krajské a okresní státní zástupce může odvolat ministr spravedlnosti, pokud závažným způsobem poruší povinnosti vyplývající z výkonu funkce vedoucího státního zástupce (nejde-li ale o porušení povinností při výkonu státní správy státního zastupitelství, tak jen na návrh nadřízeného vedoucího státního zástupce). Nejvyššího státního zástupce může odvolat vláda na návrh ministra spravedlnosti z jakéhokoliv důvodu nebo i bez uvedení důvodu. Kromě toho výkon funkce vedoucího státního zástupce může zaniknout rozhodnutím kárného soudu (kárné opatření odvolání z funkce) nebo vzdáním se funkce. Zánik této vedoucí funkce však nemá za následek také zánik funkce státního zástupce jako takového.